# Porsekhlū
Porsekhlū (persiska: پرسخلو, Pūrsekhlū) är en ort i Iran.   Den ligger i provinsen Östazarbaijan, i den nordvästra delen av landet, 400 km nordväst om huvudstaden Teheran. Porsekhlū ligger 1 604 meter över havet och antalet invånare är 307.
Terrängen runt Porsekhlū är kuperad. Runt Porsekhlū är det ganska glesbefolkat, med 40 invånare per kvadratkilometer. Närmaste större samhälle är Torkmanchay, 16,1 km nordväst om Porsekhlū. Trakten runt Porsekhlū består i huvudsak av gräsmarker.